# Paralebeda
Paralebeda is een geslacht van vlinders van de familie spinners (Lasiocampidae).

## Soorten
- P. crinodes (Felder, 1868)
- P. femorata (Ménétriés, 1858)
- P. lucifuga (Swinhoe, 1892)
- P. plagifera (Walker, 1855)